# リーグ・パーク (クリーブランド)
リーグ・パーク（League Park）は、アメリカ合衆国オハイオ州クリーブランドにかつて存在した野球場。MLBクリーブランド・スパイダーズが開場から1899年まで、クリーブランド・インディアンス（現クリーブランド・ガーディアンズ）が1901年から1946年まで、ニグロ・アメリカンリーグのクリーブランド・バックアイズが1943年から1950年まで（1949年は除く）、それぞれ本拠地にしていた。

## 球場の歴史
ナショナルリーグに1887年から参加していたスパイダーズの新本拠地として1891年に開場。 1899年にチームは解散したが、代わって1901年からはアメリカンリーグのブルース（現ガーディアンズ）が本拠地として使用するようになった。
建造当初は木製でスタンドも1層だったが、1909年シーズン終了後にほとんどの部分を一旦取り壊し、鉄筋コンクリートで2層の新たなスタンドを建設した。これによって収容人数がそれまでの9,000人から21,000人以上に大幅に増えた。
1916年、球団オーナーの名をとって球場名がダン・フィールド（Dunn Field）に変更された。しかしオーナーが交代した1928年、球場名はリーグ・パークに戻された。
1932年から、インディアンスは2つの球場を兼用し始めた。ナイター、休日、祝日の試合はキャパシティが大きく照明設備のあるミュニシパル・スタジアムで、それ以外の試合はリーグ・パークで行うようになった。この兼用は1946年まで続いたが、とうとう1947年からインディアンスはミュニシパル・スタジアムのみを使用するようになった。
1943年からはニグロリーグのバックアイズもリーグ・パークを本拠地として使用するようになったが、1947年のジャッキー・ロビンソンのメジャーデビューによってニグロリーグからスター選手が流出し、それに伴いリーグが衰退していったため、バックアイズも1950年限りで球団を解散することとなった。
使用球団がなくなったリーグ・パークは1951年に一部を残して解体された。客席の一部は風化が進み損傷も激しいが、現在も残っている。
2014年に少年野球場となった。

## フィールドの特徴
フィールドが、本塁から左翼へのラインと右翼から中堅へのラインを長い辺、本塁から右翼へのラインと左翼から中堅へのラインを短い辺にした長方形のような形をしている。
左翼まで375フィート（約114.3メートル）は平均より深く、逆に右翼まで290フィート（約88.4メートル）は平均より浅い。右翼が浅くなったのは、すぐ後方にある2軒の家が土地の売却を拒否したためである。
右翼にはホームランの乱発を防ぐため高さ45フィート（約13.7メートル）のフェンスが設置されている。ただし、入場券が売り切れるほどの満員になった場合はさらに客を入れるために、本塁から240フィート（約73.2メートル）の所にロープを張り、そこに観客を入場させていたこともあった。

## 主要な出来事
- 1891年5月1日、開場。
- 1908年10月2日、アディ・ジョスが史上4人目の完全試合を達成。
- 1910年4月21日、改修後初の公式戦（タイガース 5 - 0 インディアンス）。
- 1920年10月、ワールドシリーズ開催。リーグ・パーク（当時はダン・フィールド）では9日から12日にかけて第4戦から第7戦までが開催され、インディアンスがロビンス（現ドジャース）に4連勝。通算5勝2敗で世界一に輝いた。
  - 10日の第5戦で、インディアンスのビル・ワムスガンスがワールドシリーズ史上唯一の無補殺三重殺を記録した。
- 1929年8月11日、ヤンキースのベーブ・ルースが通算500本塁打を達成した。
- 1946年9月21日、リーグ・パーク最後のMLB公式戦（タイガース 5 - 3 インディアンス）。
- 2014年、少年野球場となる。[2]